# انیس طالوی
انیس بن محمد بن عبدالغنی شهرت‌یافته به طالَوی (۲۲ سپتامبر ۱۸۲۷ – ۱۵ فوریه ۱۹۰۹) فقیه حنفی، زبان‌شناس، محدث و مفسر سوری در سدهٔ نوزدهم میلادی بود. از مؤلفات او: شرح الهدایة الطالویة فی العقیدة الإسلامیة، مولد النبی، سانحات دمی القصر فی مطارحات بنی العصر.